# Hoàng Trọng Phu

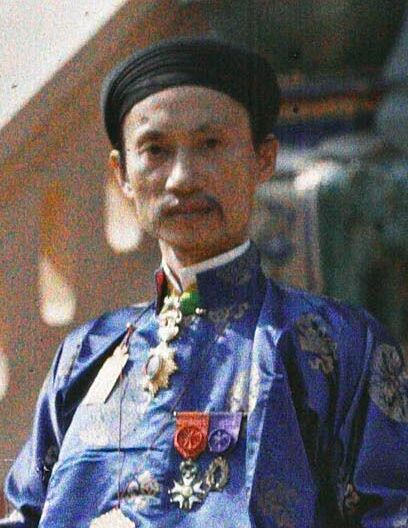
Chân dung ông Hoàng Trọng Phu

Hoàng Trọng Phu (chữ Hán: 黃仲敷, 1872 - 1946) tự Văn Mệnh (文命) hiệu Hoa Ngạc Lâu (華萼樓) là một quan chức triều Nguyễn và chính phủ bảo hộ Pháp tại Bắc Kỳ.

## Tiểu sử
Ông có nguyên quán tại làng Đông Thái (nay là xã Tùng Ảnh), huyện La Sơn (nay là huyện Đức Thọ), tỉnh Hà Tĩnh trong một thế gia. Ông là thứ nam của quan Khâm sai Kinh lược Bắc Kỳ Hoàng Cao Khải. Các anh em con cháu của ông có nhiều người làm quan.
Anh trai là Hoàng Mạnh Trí, làm Tổng đốc Nam Định, em trai là Cử nhân Sen Hồ Hoàng Gia Huân, Hoàng Gia Luận chủ đồn điền ở Xuân mai tỉnh Hà đông.
Vợ cả Hoàng Trọng Phu ở quê tên là Phú là con ông Phan Đình Vận, cháu gọi Phan Đình Phùng bằng bác. Vợ thứ của ông là Đỗ Thị Nhàn con gái Tổng đốc Đỗ Hữu Phương giàu nhất nhì xứ Nam Kỳ.
Con trai ông là Hoàng Ứng Thanh, mất sớm vào năm 1928. Một trong các con của ông, có 5 người, với bà vợ hai, là bà Hoàng Thị Lý, có chồng là Tiến sĩ Luật Hồ Đắc Điềm.

## Học tập
Năm 1888 ông được chính quyền thuộc địa Pháp cử sang Pháp học trường thuộc địa Pháp cùng với Thân Trọng Huề, Lê Văn Miến (họa sĩ Việt Nam đầu tiên).

## Sự nghiệp quan trường
Lúc mới về nước, vì có cha đang làm quan, nên ông chỉ làm thông ngôn cho vua Thành Thái ít tháng, rồi ra miền bắc làm Án sát Bắc Ninh năm 1897, giảng dạy điều hành Trường Hậu bổ chuyên đào tạo quan viên, Tổng đốc Ninh Thái (Bắc Ninh và Thái Nguyên).

### Tổng đốc Hà Đông
Sau đó ông kế vị cha làm Tổng đốc Hà Đông năm 1907 - 1938, lúc đó Hà Đông là tỉnh lớn và quan trọng ở Bắc Kỳ kề ngay sát Hà Nội (trong mấy chục tỉnh miền bắc triều đình đặt chức Tổng đốc ở các tỉnh Hà Đông, Nam Định, Bắc Ninh, Thái bình, Hải Dương, còn các tỉnh khác chỉ đặt chức Tuần phủ). Phạm vi của tỉnh Hà Đông bao gồm Thị xã Hà Đông, các phủ Hoài Đức, Ứng Hòa, Mỹ Đức, Thường Tín, huyện Hoàn Long. So về diện tích thì tỉnh Hà Đông rộng gấp nhiều lần thành phố Hà nội.
Thời gian ông làm Tổng đốc Hà Đông trong hơn 30 năm. Trong gia đình ông có ba người làm Tổng đốc Hà Đông thì ông là người nổi tiếng nhất.
Bên cạnh những hoạt động đảm bảo trị an trong địa phận như những quan cai trị khác trong chế độ thuộc địa nửa phong kiến lúc đó, ông là người có tinh thần dân tộc, cùng với anh trai Hoàng Mạnh Trí (Tổng đốc Nam Định) đều âm thầm hỗ trợ Phong trào Đông Du, làm lơ cho hai trung tâm tuyển chọn người đi Đông Du ở Hà Đông và Nam Định hoạt động.
Ông cho trùng tu các danh thắng như chùa Trầm ở Chương Mỹ , chùa Bút Tháp phủ Thuận Thành tỉnh Bắc Ninh, mở mang xây dựng ấp Thái Hà. Chùa Bảo Đài thuộc khu vực Chùa Hương thuộc huyện Mỹ Đức, thành phố Hà Nội.
Đặc biệt là chùa Bảo Đài thuộc khu vực chùa Hương, huyện Mỹ Đức, thành phố Hà Nội. Nơi đây vẫn còn lưu lại một văn bia để ghi tạc lại công đức đó.

### Phát triển làng nghề thủ công
Ông đã đóng góp nhiều công sức phát triển các làng nghề, dân sinh xã hội của tỉnh Hà Đông. Ông đã khôi phục các làng nghề cho tỉnh Hà Đông vốn đã nổi tiếng với "the La, lụa Vạn, chồi Phùng". Ông viết cuốn Nghề truyền thống Hà Đông mô tả chi tiết các làng nghề truyền thống của tỉnh Hà Đông. Toàn tỉnh có 136 ngành nghề với những sẩn phẩm nổi tiếng trong và ngoài nước, đặc biệt là ngành tơ lụa, khảm trai, thêu ren.
Ông mời nghệ nhân điêu khắc gỗ Nguyễn Văn Đông ở làng Nhân Hiền, phủ Thường Tín về làm Hiệu trưởng đầu tiên của Trường Bách nghệ (nơi trường Đại học Bách khoa Hà nội ngày nay), thành lập Hội Tiểu canh nông công nghệ Hà Đông, mở các trường công nghệ tại Thượng Cát (Từ Liêm), Phương Trung và Hữu Từ (Thanh Oai). Ông cử các phái đoàn mang sản phẩm thủ công (the, lụa, mây tre đan) tham dự triển lãm tại thủ đô nước Pháp.
Ông quan tâm phát triển làng nghề lụa Vạn Phúc trở thành điểm sáng về kinh tế. Nhiều lần chính ông đã chu cấp tiền cho người Vạn Phúc mang lụa đi tham gia triển lãm ở Paris. Số người đến Vạn Phúc làm thuê ngày càng nhiều.
Ông chọn các nghệ nhân đưa sang Trung quốc học nghề lụa tơ tằm, sang Nhật học sơn mài, rồi cả nghề mộc nghề bạc, mở cả bảo tàng mỹ nghệ cho các nghệ nhân La Cả, La Khê.
Ông còn thành lập lò gốm sứ áp dụng kỹ thuật của Pháp (lò ông Thiếu Hà đông) giao cho con rể là Nguyễn Bá Chính quản lý.
Về sau vì muốn có người nhà tiếp tục phát triển các ngành nghề thủ công tại Hà Đông nên ông đã đề nghị với triều đình Huế đưa con rể là Hồ Đắc Điềm lúc đó đang là Án sát tỉnh Bắc Ninh về làm Tổng đốc vào năm 1941.

### Lập ấp Hà Đông tại Đà Lạt
Năm 1937 khi ông Trần Văn Lý, Quản đạo Đà Lạt đề xuất di dân lập ấp tại Đà Lạt, ông đồng ý với việc trên và giao cho Thương tá canh nông Hà Đông Lê Văn Định (sau này ông Định giữ chức Chánh án Tòa án hỗn hợp Đà Lạt) thực hiện. Năm 1938 nhóm cư dân gốc Hà Đông đầu tiên gồm 35 người thuộc các làng chuyên trồng hoa Tây Tựu, Quảng Bá, Nghi Tàm, Ngọc Hà, Xuân Tảo, Vạn Phúc ven Hồ Tây được đưa lên tàu hỏa vào Đà lạt. Nhóm cư dân này hầu hết là những nông dân khỏe mạnh, quen nghề làm vườn, được huấn luyện thêm phương thức canh tác của châu Âu, được hỗ trợ vay tiền của Quỹ tương trợ. Ấp được đặt tên là Hà Đông để tưởng nhớ quê cũ.
Diện tích đất khai phá ban đầu ở Ấp Hà Đông chỉ từ vài chục ha lên hàng trăm ha, bà con vừa xây dựng nhà cửa vừa trồng trọt các loại rau hoa mang từ Hà Nội vào. Từ năm 1941, ấp Hà Đông bắt đầu làm ăn phát đạt nhờ nghề trồng hoa và rau cải nầy. Cuối năm 1941, có tất cả 28 gia đình ở ấp Hà Đông, tổng số 100 nhân khẩu. Việc thành lập ấp Hà Đông tạo tiền đề cho hoạt động sản xuất trồng rau và hoa của Đà Lạt sau này.
Năm 1938 ông từ nhiệm Tổng đốc Hà Đông, người kế nhiệm là Vi Văn Định nguyên Tổng đốc Thái Bình.

## Tham gia hoạt động xã hội
Ông cổ súy phong trào chấn hưng Phật giáo tại Bắc kỳ những năm 1930. Tháng 11 năm 1934 tạp chí Đuốc Tuệ của Phật giáo Bắc Kỳ ấn bản do ông và ông Nguyễn Năng Quốc đứng đầu.
Ông còn tham gia các hoạt động chính trị xã hội khác như thành viên Hội đồng quản lý Hội Khai trí Tiến đức, Chủ tịch Ủy ban tương tế xã hội trung ương Bắc Kỳ, Phó chủ tịch Hội đồng Tư vấn Bản xứ Bắc Kỳ. Do có nhiều công lao với Nam triều, ông được phong Đại học sĩ Võ hiển điện, hàm Thái tử Thiếu bảo, nên được gọi là cụ Thiếu Hà Đông.

## Hưu trí
Năm 1937 ông về nghỉ hưu tại ấp Thái Hà, huyện Hoàn Long, tỉnh Hà Đông. Ông mất năm 74 tuổi.
Mộ của ông và cha ông nằm trong khu quần thể lăng mộ Hoàng Cao Khải được xem là khu di tích lăng mộ độc đáo nhất Hà Nội.